# Une vie brisée

Une vie brisée (Demons from Her Past) est un téléfilm américain réalisé par Douglas Jackson, diffusé le 22 janvier 2007 sur Lifetime.

## Synopsis
Allison revient dans sa ville natale de Gilroy après 25 ans d'absence, à l'occasion du décès de sa grand-mère. 
En 1981, Allison avait été impliquée dans un accident de la route. Un soir de juillet, elle roulait en compagnie de ses amis Quentin et KC, qui s'étaient procuré de la bière auprès de Ray, le frère de Quentin. Complètement ivre, KC s'était emparé du volant, heurtant un garçon et causant ainsi sa mort. Les amis avaient pris la fuite. Les deux jeunes gens s'étaient fabriqué un faux alibi grâce à leur ami Jeremy et avaient chargé Allison lors du procès, prétendant qu'elle seule conduisait. Convaincue du crime, la jeune fille avait pris 5 ans de prison dont 3 effectués. 
Elle veut mettre son retour à profit pour laver sa réputation et rétablir la vérité. Mais les trois hommes sont devenus des membres influents de la communauté : Ray est désormais le shérif de la ville, Jeremy est le directeur de l'hôpital local et KC se présente aux élections sénatoriales. Les espoirs d'Allison résident en Quentin, le seul à éprouver des remords, mais les trois autres décident de les réduire au silence et n'hésiteront pas à aller jusqu'au meurtre.

## Fiche technique
- Titre original : Demons from Her Past
- Réalisation : Douglas Jackson
- Scénario : Christine Conradt
- Photographie : Bert Tougas
- Musique : Steve Gurevitch
- Société de production : S.V. Thrilling Movies
- Durée : 93 minutes
- Pays :  États-Unis

## Distribution
- Alexandra Paul (VF : Véronique Augereau) (VQ : Nathalie Coupal) : Allison
- Michael Woods (VF : Patrick Raynal) (VQ : Louis-Philippe Dandenault) : Ray
- Cynthia Gibb (VF : Catherine Hamilty) (VQ : Éveline Gélinas) : Marilyn
- Rob Stewart (VF : Éric Herson-Macarel) : K.C. Hollings
- Steven McPhail : Jason Connelly
- John Ralston (VF : Guillaume Orsat) (VQ : Jean-François Beaupré) : Quentin
- Janet Lane : Bridgette
- Kevin Jubinville (en) (VF : Nicolas Marié) (VQ : Tristan Harvey) : Jeremy
- Judy Marshak : Beverly
- Sophie Gendron (VF : Marjorie Frantz) (VQ : Anne Bédard) : Ellie / Elle

Sources VF : Carton de doublage TMC